# Oyèrónkẹ Oyěwùmí
Oyèrónkẹ́ Oyěwùmí (10 de novembro de 1957) é uma pesquisadora oxunista nigeriana e professora associada de sociologia na Universidade Stony Brook. frequentou a Universidade de Ibadan e a Universidade da Califórnia em Berkeley. A autora estabelece duras críticas ao feminismo, em especial em sua obra A invenção das mulheres. Sua importante contribuição no campo da sociologia de gênero está pautada na análise da sociedade yorubá, propondo o oxunismo no lugar do feminismo como caminho de superação dos papéis de gênero coloniais.
Sua tese de doutoramento de 1993 verteu-se em livro em 1997, com o título A Invenção das Mulheres: Construindo um sentido africano para os discursos ocidentais de gênero, ganhou o prêmio da American Sociological Association de 1998 por distinção na categoria de gênero e sexualidade. No livro, ela oferece uma crítica pós-colonial e para além das imposições do predomínio ocidental, pautada nos Estudos Africanos, afirmando, por exemplo, que "Apesar da grande quantidade de afirmações em contrário, o gênero não era um princípio organizativo na sociedade iorubá, antes da colonização pelo Ocidente."

## Trabalho
O trabalho interdisciplinar de Oyěwùmí coloca em primeiro plano um ponto de vista africano, que permanece substancialmente sub-representado no contexto universitário. Grande parte de sua pesquisa e escrita acadêmica usou experiências africanas para iluminar questões teóricas pertinentes a uma ampla gama de disciplinas, incluindo sociologia, ciência política, estudos sobre as mulheres, religião, história e literatura, esforçando-se para ampliar a compreensão acadêmica para incluir culturas não-ocidentais. Em todo o seu trabalho, Oyèrónkẹ́ Oyěwùmí tenta fornecer uma compreensão mais refinada destas sociedades, evitando, assim, formulações reducionistas.

## A Invenção das Mulheres
Em seu primeiro livro, The Invention of Women: Making an African Sense of Western Gender Discourses (A Invenção das Mulheres: Construindo um sentido africano para os discursos ocidentais de gênero), publicação de sua tese de doutoramento em sociologia, Oyěwùmí argumenta, através da investigação da língua iorubá, de etnografias, relatos de viajantes e outras pesquisas sobre os povos iorubás, que, antes da colonização, a sociedade Oyó-Iorubá do sudoeste da Nigéria não organizava os papeis sociais em torno das hierarquias advindas da divisão, por gênero, dos tipos de corpos e sim pela senioridade. A autora sustenta que a tradução dos termos obìnrin e ọkùnrin, respectivamente, por mulher/fêmea e homem/macho já carrega a divisão ocidental da percepção dos modos de organização social baseada no gênero; o mesmo acontecendo com a tradução de aya e ọkọ por esposa e marido, que também supõe tal distinção. Oyěwùmí sustenta que esta tradução é incorreta para o contexto iorubá, para o qual é a idade cronológica relativa, e não o tipo sexuado de corpo, que distribui os lugares de prestígio na sociedade.
Na construção de seu argumento, Oyěwùmí nota que a percepção ocidental organiza a lógica cultural em torno do sentido da visão, que identifica pelo olhar, lugares sociais destinados a determinados tipos de corpos, o que não aconteceria nas sociedades iorubás. Além disso, o apego ocidental ao corpo, trataria a própria organização da sociedade em termos de corpo político, apontando para uma espécie de raciocínio corporal, fundado em uma bio-lógica, que naturalizaria relações sociais. Oyěwùmí nota, ainda, que há uma espécie de contradição nos discursos feministas ocidentais ao afirmarem o gênero como uma categoria culturalmente construída, mas universal o que, em sua interpretação, seria um resquício do apego ocidental à bio-lógica e ao direcionamento das estruturas sociais para um paradigma naturalizado da divisão dos corpos e papéis.
Oyěwùmí descreve a cosmologia e as instituições socioculturais iorubás mostrando que, mais que a posição anatômica dos corpos, em função de sua genitália - que, na percepção da autora, conforma uma "distinção sem diferença social"-, é a posição etária que determina lugares sociais de poder. A própria estrutura da linhagem familiar se baseia no princípio da senioridade, assim como a posição no casamento. Mesmo o controverso papel de aya (quem entra na linhagem através do casamento e não do nascimento), não seria atribuído às anafêmeas (termo criado por Oyěwùmí para designar obìnrin, apontando para o aspecto da delimitação anatômica específica em relação à reprodução e não a papéis sociais - ela designa ọkùnrin como anamacho) por sua condição de anafêmeas, ou seja, por seu tipo de corpo, mas por elas entrarem como forasteiras (outsider) e não como nativas (insider) da linhagem. Oyěwùmí demonstra que as diversas instituições vinculadas com o casamento - como o dote, a poligamia e o acesso e controle sexual -, não estão vinculados com o tipo de corpo e, portanto, não estão vinculados com gênero na sociedade iorubá anteriormente à colonização da Nigéria pela Inglaterra.
A autora ainda denuncia que a leitura da sociedade iorubá como apresentando uma divisão sexual do trabalho é já um resultado de uma leitura generificada desta sociedade, por parte de quem realiza as investigações sobre a Iorubalândia a partir de lentes ocidentais. A própria história dos iorubás como uma sociedade onde governantes seriam apenas reis (e as rainhas seriam excepcionalidades) seria um produto desse tipo de investigação. Como os nomes iorubás não são marcados pelo gênero, como as pessoas que pesquisaram as estruturas de governo iorubás puderam inferir que o trono era ocupado por um macho e não por uma fêmea? Oyěwùmí sustenta que isso é uma reprodução do imaginário ocidental patriarcal que pressupõe que a liderança política seja sempre masculina. A criação recente de posições lideranças que seriam ocupadas apenas por mulheres, como é o caso da função ialodê, seria uma demonstração que essa divisão de funções de lideranças por gênero é uma consequência do processo colonial na Nigéria.
A colonização teria inserido no sistema educacional a perspectiva de uma divisão da sociedade por gêneros, apresentando o privilégio masculino e subsidiando a criação de um estado patriarcal no território da Nigéria. A colonização também atingiu os sistemas tradicionais de conhecimento e crença na Iorubalândia, fazendo com que se masculinizassem diversos orixás, quando a posição anatômica dessas divindades era de pouca importância para a percepção iorubana anterior à colonização. Esse aspecto resultou na construção da figura da divindade suprema, Olódùmarè, que, na interpretação da autora, dificilmente teria uma apresentação antropomórfica anterior à colonização, como um "Pai Celestial". É ainda no contexto da colonização que as anafêmeas, ao serem tornadas mulheres, vão perdendo o direito a propriedades e são secundarizadas ou invisibilizadas na estrutura habitual do direito.
Uma estrutura central no processo de colonização foi a introdução da língua inglesa no território iorubá e suas consequências no iorubá falado a partir do período colonial. A língua iorubá, que não possui marcadores de gênero para os nomes, funções ou estruturas sociais, passa a ter que responder às demandas generificadas dessa nova experiência linguística que surge com a experiência colonial de uma língua generificada, como o inglês. Isso faz não apenas com que as línguas passem a ter uma tradução para a ambiência do gênero, mas que a própria cultura também seja traduzida e, assim, o gênero é introduzido nela como uma das heranças coloniais, criando os homens patriarcais e as mulheres subordinadas que hoje encontramos em território iorubá na Nigéria.

## Livros
- What Gender is Motherhood?: Changing Yorùbá Ideals of Power, Procreation, and Identity in the Age of Modernity. Nova Iorque: Palgrave, 2016. (ISBN 978-1-349-58051-4)
- Gender Epistemologies in Africa: Gendering Traditions, Spaces, Social Institutions and Identities (editora). Nova Iorque: Palgrave , 2011. (ISBN 978-0-230-62345-3)
- African Gender Studies: A Reader (editora). Nova Iorque: Palgrave, 2005. (ISBN 978-1-4039-6283-6)
- African Women and Feminism: Reflecting on the Politics of Sisterhood (editora). Trenton (Nova Jersey): Africa World Press, 2003. (ISBN 978-0-86543-628-2)
- The Invention of Women: Making an African Sense of Western Gender Discourses. Minneapolis: University of Minnesota Press, 1997. (ISBN 978-0-8166-2441-6)